# Mormopterus doriae
Mormopterus doriae é uma espécie de morcego da família Molossidae. Endêmica da  Indonésia, onde é conhecida apenas da localização-tipo ao norte de Sumatra.